# Köttbesiktning
Köttbesiktning är en offentlig kontroll av kött före och efter slakt, med avseende på dess kvalitet ur livsmedelssäkerhetssynpunkt. Köttbesiktningen är knuten till slakterier och är avgiftsbelagd.
Köttbesiktning är påbjuden i internationella standarder och reglerad i förordningar inom EU. Förordning (EG) nr 852/2004 om livsmedelshygien fastslår att livsmedelsproducenten har det primära ansvaret för livsmedelssäkerheten för sina produkter. Ansvaret för att slaktdjuren är tjänliga som människoföda åligger alltså slakteriföretagaren. Enligt Förordning (EG) nr 853/2004 med särskilda hygienregler för livsmedel av animaliskt ursprung får endast sådant kött som genomgått besiktning före och efter slakt av den behöriga myndigheten släppas ut på marknaden. Kontrollörer är som regel veterinärer (så kallade besiktningsveterinärer, i lagstiftningen officiella veterinärer), men officiella assistenter kan bistå veterinären och i vissa fall utföra uppgifter självständigt.
Besiktningen utförs enligt internationella standarder både ante mortem (före döden) och post mortem (efter döden). Före slakt kontrolleras att djuret är friskt från smittsamma sjukdomar, om djuret fått något läkemedel och om djurskyddsbestämmelserna följts. Efter slakt gör den officiella veterinären en bedömning av slaktdjurets tjänlighet som föda genom kontroll av inre organ, samt konsistens och lukt. Efter besiktningen kan veterinären fastslå vissa villkor för att slaktdjuret ska få säljas som livsmedel, till exempel att det djupfryses. Köttbesiktning sker också av vilt som ska användas som livsmedel.
Köttbesiktning är en internationell standard för slakt, men regleras nationellt. Olika länder har olika hårda krav på slaktdjurets kvalitet och vad som godkänns och kasseras. För import och export har länder nationella myndigheter som kontrollerar köttet, till exempel Livsmedelsverket och kommunala kontrollmyndigheter i Sverige för kött utom respektive inom EU. Köttbesiktningen inom EU regleras framför allt av EU-förordning nr 854/2004 om offentlig kontroll av produkter av animaliskt ursprung avsedda att användas som livsmedel.